# Cynthia Plaster Caster
Cynthia Plaster Caster, vero nome Cynthia Albritton (Chicago, 24 maggio 1947 – 21 aprile 2022), è stata un'artista statunitense.

## Biografia
Fu una groupie che negli anni sessanta divenne famosa per aver realizzato calchi in gesso degli organi genitali di alcune delle più celebri rockstar dell'epoca. Cominciò nel 1968 con Jimi Hendrix. Seguirono poi Noel Redding ed altri. Dal 2000 ha cominciato a fare calchi anche dei seni di celebrità femminili.
L'idea di fare calchi in gesso per preservare gli attributi delle rockstar le venne assieme a Frank Zappa, che trovò l'idea molto divertente. I calchi sarebbero dovuti essere custoditi da Herb Cohen, marito di Cynthia, in vista di una futura mostra, che però non ebbe luogo a causa del ridotto numero di persone che accettarono di farsi fare il calco.
Il gruppo musicale dei Kiss le dedicò la canzone Plaster Caster, contenuta nell'album Love Gun del 1977, ed il cantautore Jim Croce scrisse per lei Five Short Minutes.
Il cantautore italiano Caparezza l'ha citata all'interno del singolo La rivoluzione del sessintutto nell'album Le dimensioni del mio caos.